# Lijst van sinterklaasprogramma's en -films
Dit is een lijst van sinterklaasprogramma's en -films die ooit gemaakt of uitgezonden zijn.

## 1968
- Het zoekgeraakte Boek

musical - NTS

Adrie van Oorschot, Piet Römer

## 1969
- Sinterklaas komt in Oebele

televisieserie (extra aflevering) - KRO

Willem Nijholt, Wieteke van Dort, Herman Vinck, Ab Hofstee

## 1970
- De Witte Piet

musical - NOS

Adrie van Oorschot, Piet Römer

## 1971
- Een huis in een schoen

musical - NOS

Adrie van Oorschot, Piet Römer, Leen Jongewaard e.a.

## 1972
- Het zwarte jaar van Zwarte Piet

musical - NOS

Adrie van Oorschot, Piet Römer

## 1973
- Welk liedje zal ik zingen?

televisieprogramma - NOS

Adrie van Oorschot, Mies Bouwman, Aart Staartjes, Rob de Nijs, Ab Hofstee

## 1974
- Dag Sinterklaasje

televisieprogramma - NOS

Adrie van Oorschot, Piet Römer, Edwin Rutten

## 1975
- Sinterklaas is jarig

televisieprogramma - NOS

Adrie van Oorschot, Piet Römer, Rob de Nijs

## 1977
- Sinterklaas is jarig

musical - NOS

Adrie van Oorschot, Piet Römer

## 1978
- Mikke makke marsepein

musical - NOS

Adrie van Oorschot, Piet Römer

## 1979
- Het Boek van Jaap

musical - NOS

Adrie van Oorschot, Piet Römer

## 1981
- Sint Nicolaasfeest 1981

televisieprogramma - NTS

Adrie van Oorschot, Michiel Kerbosch, Burny Bos, Aart Staartjes

## 1983
- De Droom van Sinterklaas

speelfilm - Nederland 3 NOS

Adrie van Oorschot, Piet Römer, Michiel Kerbosch e.a.

## 1986
- Wie komt er alle jaren? Terugkijken

televisieprogramma- Nederland 1 TROS

Bram van der Vlugt, Bassie en Adriaan, Hans Kazàn, Ron Brandsteder en Ivo Niehe

## 1987
- Sinterklaas in Sesamstraat

televisieprogramma - NTS

Bram van der Vlugt, Frits Lambrechts, Aart Staartjes

## 1988
- Sinterklaas in Sesamstraat

televisieprogramma - NTS

Bram van der Vlugt, Frits Lambrechts, Aart Staartjes

## 1989
- Sinterklaas in Sesamstraat

televisieprogramma - NTS

Bram van der Vlugt, Frits Lambrechts, Aart Staartjes

## 1990
- Sinterklaas in Sesamstraat

televisieprogramma - NTS

Bram van der Vlugt, Frits Lambrechts, Aart Staartjes

## 1991
- Sinterklaas in Sesamstraat

televisieprogramma - NTS

Bram van der Vlugt, Frits Lambrechts, Aart Staartjes

## 1992
- Dag Sinterklaas

miniserie - BRTN Jeugd

Jan Decleir, Bart Peeters en Frans van der Aa
- De Hulpsinterklaas

speelfilm - TROS

met Henk Temming, Bram van der Vlugt en Maarten Spanjer
- Sinterklaas in Sesamstraat

televisieprogramma - NTS

Bram van der Vlugt, Frits Lambrechts, Aart Staartjes

## 1993
- Dag Sinterklaas

miniserie - BRTN Jeugd

Jan Decleir, Bart Peeters en Frans van der Aa
- Sinterklaas in Sesamstraat

televisieprogramma - NTS

Bram van der Vlugt, Frits Lambrechts, Aart Staartjes

## 1994
- Dag Sinterklaas

miniserie - BRTN Jeugd

Jan Decleir, Bart Peeters en Frans van der Aa
- Sinterklaas in Sesamstraat

televisieprogramma - NTS

Bram van der Vlugt, Erik Vogel, Aart Staartjes

## 1995
- De Witte Piet

televisieserie - NOT

Bram van der Vlugt, Coby Stunnenberg, Alon Levin, Nik Oonk, Olivier van Nooten, Ruben Woudenberg e.a.
- Sinterklaas in Sesamstraat

televisieprogramma - NTS

Bram van der Vlugt, Erik Vogel, Aart Staartjes
- Pepernoten voor Sinterklaas

speelfilm van Telekids - RTL 4

Bram van der Vlugt, Michiel Kerbosch, Erik de Vogel, Carlo Boszhard, Irene Moors e.a.

## 1996
- Sinterklaas in Sesamstraat

televisieprogramma - NTS

Bram van der Vlugt, Erik Vogel, Aart Staartjes

## 1997
- Pittige Pepernoten

televisieserie van Telekids - RTL 4

Michiel Kerbosch, Don van Dijke e.a.
- Sinterklaas in Sesamstraat

televisieprogramma - NTS

Bram van der Vlugt, Erik Vogel, Aart Staartjes

## 1998
- Sinterklaas in Sesamstraat

televisieprogramma - NTS

Bram van der Vlugt, Erik van Muiswinkel, Aart Staartjes

## 1999
- De Club van Sinterklaas

televisieserie - dagelijks - FoxKids

Bram van der Vlugt, Michiel Kerbosch, Don van Dijke e.a.
- De Surprise van Sinterklaas

televisieserie - Kindernet 5

Paul van Gorcum e.a.
- Sinterklaas in Sesamstraat

televisieprogramma - NTS

Bram van der Vlugt, Erik van Muiswinkel, Aart Staartjes

## 2000
- Het Grote Sinterklaasverhaal

film/serie - Kindernet 5

Danny Rook, Fred Butter, Roy van Iersel, Smadar Monsinos, Theo Nabuurs e.a.
- Sinterklaas in Sesamstraat

televisieprogramma - NTS

Bram van der Vlugt, Erik van Muiswinkel, Aart Staartjes

## 2001
- De Club van Sinterklaas

televisieserie - dagelijks - FoxKids

Bram van der Vlugt, Michiel Kerbosch, Beryl van Praag, Tim de Zwart e.a.
- SNN-TV: Sints Nieuws Netwerk

televisieserie - Kindernet

Michiel Kerbosch, Tim Kerbosch, Ralf Grevelink, Dominique Engers e.a.
- Sinterklaasjournaal

televisieserie - dagelijks - Z@ppelin

Bram van der Vlugt, Michiel Kerbosch, Erik van Muiswinkel, Anne Rats, Martine Sandifort, Alex Klaasen e.a.
- Sinterklaas in Sesamstraat

televisieprogramma - NTS

Bram van der Vlugt, Erik van Muiswinkel, Aart Staartjes

## 2002
- De Club van Sinterklaas

televisieserie - dagelijks - FoxKids

Bram van der Vlugt, Michiel Kerbosch, Hajo Bruins, Tim de Zwart e.a.
- Sinterklaasjournaal

televisieserie - dagelijks - Z@ppelin

Bram van der Vlugt, Michiel Kerbosch, Erik van Muiswinkel, Maarten Wansink e.a.
- TaaiTaaiTV

televisieserie - Kindernet

Michiel Kerbosch e.a.
- Sinterklaas in Sesamstraat

televisieprogramma - NTS

Bram van der Vlugt, Erik van Muiswinkel, Aart Staartjes

## 2003
- De Club van Sinterklaas

televisieserie - dagelijks - FoxKids

Bram van der Vlugt, Michiel Kerbosch, Piet van der Pas, Peter de Gelder e.a.
- Sinterklaasjournaal

televisieserie - dagelijks - Z@ppelin

Bram van der Vlugt, Michiel Kerbosch, Erik van Muiswinkel, Maarten Wansink e.a
- Het Verhaal van Sinterklaas

televisieserie - - FoxKids

Bram van der Vlugt, Rinus de Hond, Edo Brunner, Peter de Gelder e.a.
- Sinterklaas in Sesamstraat

televisieprogramma - NTS

Bram van der Vlugt, Erik van Muiswinkel, Aart Staartjes

## 2004
- De Club van Sinterklaas

televisieserie - dagelijks - FoxKids

Bram van der Vlugt, Michiel Kerbosch, Peter de Gelder, Joep Sertons e.a.
- Sinterklaasjournaal

televisieserie - dagelijks - Z@ppelin

Bram van der Vlugt, Michiel Kerbosch, Erik van Muiswinkel, Maarten Wansink e.a
- Sinterklaas en het Geheim van de Robijn

speelfilm  - SRSP Films

Pamela Teves, Martijn van Nellestijn, Eric Jan Slot, Joep Sertons e.a.
- De Pietenbende van Sinterklaas

televisieserie - dagelijks - VTM

Marc Bober, Benjamin Van Tourhout, Michael De Cock, Sebastien Dewaele e.a
- Sinterklaas in Sesamstraat

televisieprogramma - NTS

Bram van der Vlugt, Erik van Muiswinkel, Aart Staartjes

## 2005
- De Club van Sinterklaas

televisieserie - dagelijks - Jetix

Bram van der Vlugt, Michiel Kerbosch, Piet van der Pas, Maja van den Broecke e.a.
- Sinterklaasjournaal

televisieserie - dagelijks - Z@ppelin

Bram van der Vlugt, Michiel Kerbosch, Erik van Muiswinkel, Maarten Wansink e.a
- Het paard van Sinterklaas

speelfilm - Warner Bros

Ebbie Tam, Aaron Wan, Jan Decleir e.a.
- Kleine Klaas

tekenfilmserie - dagelijks - Nickelodeon

Erik van der Hoff
- De Nieuwe Avonturen van Clown Bassie: De Reis van Zwarte Piet

speelfilm/serie

Bas van Toor, Paul van Gorcum e.a.
- Sinterklaas in Sesamstraat

televisieprogramma - NTS

Bram van der Vlugt, Erik van Muiswinkel, Aart Staartjes
- Mooi! Weer de Sint

televisieprogramma - VARA

Paul de Leeuw, Bram van der Vlugt

## 2006
- De Club van Sinterklaas

televisieserie - dagelijks - Jetix

Bram van der Vlugt, Beryl van Praag, Harold Verwoert, Martijn Oversteegen, Hidde Maas e.a.

- Sinterklaasjournaal

televisieserie - dagelijks - Z@ppelin

Bram van der Vlugt, Erik van Muiswinkel, Maarten Wansink e.a
- Sinterklaas en het Uur van de Waarheid

speelfilm  - SRSP Films (semi-professioneel)

Pamela Teves, Joep Sertons, Nelly Frijda e.a. regie Martijn van Nellestijn
- Sinterklaas & Pakjesboot 13

speelfilm - Foreign Media Group

Fred van der Hilst, Stef de Reuver, Michiel Kerbosch, Don van Dijke e.a.

- Bij Sinterklaas

televisieserie - dagelijks - Nickelodeon

Genio de Groot, Vivienne van den Assem e.a.
- Sinterklaas in Sesamstraat

televisieprogramma - NTS

Bram van der Vlugt, Erik van Muiswinkel, Aart Staartjes
- Mooi! Weer de Sint

televisieprogramma - VARA

Paul de Leeuw, Bram van der Vlugt

## 2007
- De Club van Sinterklaas

televisieserie - dagelijks - Jetix

Bram van der Vlugt, Beryl van Praag, Piet van der Pas, Wim Schluter, Michel Sluysmans e.a.
- Sinterklaasjournaal

televisieserie - dagelijks - Z@ppelin

Bram van der Vlugt, Erik van Muiswinkel, Maarten Wansink e.a
- Waar is het paard van Sinterklaas?

speelfilm - Warner Bros

Ebbie Tam, Aaron Wan, Jan Decleir e.a.
- ONTBIJTPIET!

televisieprogramma - dagelijks - Nickelodeon

Bram van der Vlugt e.a.
- Sinterklaas in Sesamstraat

televisieprogramma - NTS

Bram van der Vlugt, Erik van Muiswinkel, Aart Staartjes
- Mooi! Weer de Sint

televisieprogramma - VARA

Paul de Leeuw, Bram van der Vlugt

## 2008
- De Club van Sinterklaas

televisieserie - dagelijks - Jetix

Fred Butter, Beryl van Praag, Tim de Zwart, Piet van der Pas, Wim Schluter e.a.
- Sinterklaasjournaal

televisieserie - dagelijks - Z@ppelin

Bram van der Vlugt, Erik van Muiswinkel, Maarten Wansink e.a
- Sinterklaas en het Geheim van het Grote Boek

speelfilm -  SRSP Films

Pamela Teves, Frederik de Groot, Hetty Heyting, Martine van Os, Harold Verwoert
- ONTBIJTPIET!

televisieprogramma - dagelijks - Nickelodeon

Rein Hofman e.a.
- Pieten Nieuws

televisieprogramma - wekelijks - Jetix

Dave Mantel, Piet Paulusma e.a.
- Het kasteel van Sinterklaas

televisieprogramma - dagelijks - Omroep Brabant

Lex Coolen, Arijan van Bavel, Karin Bruers, Peerke Malschaert e.a.
- Sinterklaas in Sesamstraat

televisieprogramma - NTS

Bram van der Vlugt, Erik van Muiswinkel, Aart Staartjes
- Mooi! Weer de Sint

televisieprogramma - VARA

Paul de Leeuw, Bram van der Vlugt

## 2009
- De Club van Sinterklaas

Serie - dagelijks 

Beryl van Praag, Tim de Zwart, Piet van der Pas e.a.
- Sinterklaasjournaal

televisieserie - dagelijks - Z@ppelin

Bram van der Vlugt, Erik van Muiswinkel, Maarten Wansink e.a.
- Slot Marsepeinstein

televisieserie - Nickelodeon

Fred van der Hilst,  Louis Talpe, Manou Kersting, e.a.  
- Sinteressante dingen

televisieserie - Ketnet

Lucas Van den Eynde,  Jan Decleir, Frans Van der Aa, e.a.  
- Nicholas of Myra: The Story of Saint Nicholas

speelfilm - Wonderworker

Matthew Mesler, Robert Vincent Jones, Jamie Elvey e.a.
- Het Sinterklaasjournaal: De Meezing Moevie

speelfilm - NPS

Bram van der Vlugt, Erik van Muiswinkel, Maarten Wansink e.a.
- Sinterklaas en de Verdwenen Pakjesboot

speelfilm - SRSP Films

Wim Rijken, Martijn van Nellestijn, Harold Verwoert, Frans Bauer e.a.
- Het kasteel van Sinterklaas

televisieprogramma - dagelijks - Omroep Brabant

Lex Coolen, Arijan van Bavel, Karin Bruers, Peerke Malschaert e.a.
- Sinterklaas in Sesamstraat

televisieprogramma - NTS

Bram van der Vlugt, Erik van Muiswinkel, Aart Staartjes
- Lieve Paul & Sint

televisieprogramma - VARA

Paul de Leeuw, Bram van der Vlugt

## 2010
- Sinterklaasjournaal

televisieserie - dagelijks - Z@ppelin

Bram van der Vlugt, Erik van Muiswinkel, Maarten Wansink e.a.
- Slot Marsepeinstein

televisieserie - Nickelodeon

Fred van der Hilst,  Louis Talpe, Manou Kersting, e.a.  
- Sint (film)

thriller/nederhorror - A-Film Entertainment
Egbert-Jan Weeber,  Caro Lenssen, Huub Stapel e.a.
- Sinterklaas en het Pakjes Mysterie

speelfilm - SRSP Films

Wim Rijken, Martijn van Nellestijn e.a.
- Sinteressante dingen reeks 2

televisieserie - Ketnet
Lucas Van den Eynde, Jan Decleir, Frans Van der Aa, e.a.
- De Sint komt thuis

Televisieserie - vtmKzoom
Ben van hoof e.a.
- Het kasteel van Sinterklaas

televisieprogramma - dagelijks - Omroep Brabant

Lex Coolen, Arijan van Bavel, Karin Bruers, Peerke Malschaert e.a.
- Sinterklaas in Sesamstraat

televisieprogramma - NTS

Bram van der Vlugt, Erik van Muiswinkel, Aart Staartjes
- Sint & De Leeuw

televisieprogramma - VARA

Paul de Leeuw, Bram van der Vlugt

## 2011
- Bennie Stout

speelfilm - Independent Films 

Bram van der Vlugt,  Koen Dobbelaer, Hanna Verboom e.a.
- Sinterklaasjournaal

televisieserie - dagelijks - Z@ppelin

Stefan de Walle, Erik van Muiswinkel, Maarten Wansink e.a.
- Slot Marsepeinstein

televisieserie - Nickelodeon

Fred van der Hilst,  Louis Talpe, Manou Kersting, e.a.  
- Sinterklaas en het Raadsel van 5 December

speelfilm - SRSP Films

Wim Rijken, Martijn van Nellestijn e.a.
- PAU!L en Sint!

televisieprogramma - VARA

Paul de Leeuw, Bram van der Vlugt

## 2012
- Sinterklaasjournaal

televisieserie - dagelijks - Z@ppelin

Stefan de Walle, Erik van Muiswinkel, Maarten Wansink e.a.
- Sint & Diego: de magische bron van Myra

speelfilm - Dutch Film Works

Peter Faber, Harold Verwoert, Kathleen Aerts e.a.
- De Club van Sinterklaas & Het Geheim van de Speelgoeddokter

speelfilm - Tom v. Mol Productions

Wilbert Gieske, Beryl van Praag, Tim de Zwart, Piet van der Pas, Wim Schluter e.a.
- Slot Marsepeinstein

televisieserie - Nickelodeon

Fred van der Hilst,  Louis Talpe, Manou Kersting, e.a.  
- Langs Sint en De Leeuw

televisieprogramma - VARA

Paul de Leeuw, Bram van der Vlugt

## 2013
- Sinterklaasjournaal

televisieserie - dagelijks - Z@ppelin

Stefan de Walle, Erik van Muiswinkel, Maarten Wansink e.a.
- Sinterklaas De Pepernoten Muziekmix

speelfilm - SRSP Films
- Sinterklaas en de Pepernoten Chaos

speelfilm - SRSP Films
Wim Rijken, Martijn van Nellestijn e.a.
- De Club van Sinterklaas & De Pietenschool

speelfilm - Dutch film works

Louis Talpe, Nicolette van Dam, Peter Van De Velde, Sem van Dijk e.a.
- Langs Sint en De Leeuw

televisieprogramma - VARA

Paul de Leeuw, Hans Kesting
- Slot Marsepeinstein

televisieserie - Nickelodeon

Fred van der Hilst,  Louis Talpe, Manou Kersting, e.a.

## 2014
- Sinterklaasjournaal

televisieserie - dagelijks - Z@ppelin

Stefan de Walle, Erik van Muiswinkel, Maarten Wansink e.a.
- De Club van Sinterklaas & Het Pratende Paard

speelfilm - Dutch film works

Carlo Boszhard, Tijn Kroon, Wilbert Gieske, Sven De Ridder, Beryl van Praag e.a.
- Sint & De Leeuw

televisieprogramma - VARA

Paul de Leeuw, Hans Kesting
- Trippel Trappel dierensinterklaas

animatiefilm - il Luster

met de stemmen van Hans Somers, Georgina Verbaan, Reinder van der Naalt en Bartho Braat

## 2015
- Sinterklaasjournaal

televisieserie - dagelijks - Z@ppelin

Stefan de Walle, Erik van Muiswinkel, Maarten Wansink e.a.
- De Club van Sinterklaas & De Verdwenen Schoentjes

- Sint & De Leeuw

televisieprogramma - VARA

Paul de Leeuw, Hans Kesting

## 2016
- Sinterklaasjournaal

televisieserie - dagelijks - Z@ppelin

Stefan de Walle, Maarten Wansink e.a.
- De Club van Sinterklaas & Geblaf op de Pakjesboot (2016)

- Sint & De Leeuw

televisieprogramma - VARA

Paul de Leeuw, Hans Kesting

## 2017
- Sinterklaasjournaal

televisieserie - dagelijks - Z@ppelin

Stefan de Walle, Harry Piekema, Maarten Wansink e.a.
- Sinterklaas & het Gouden Hoefijzer (2017)

- Sint & De Leeuw

televisieprogramma - BNNVARA

Paul de Leeuw, Hans Kesting

## 2018
- Sinterklaasjournaal

- De Pepernoten Club

- Sinterklaas en de vlucht door de lucht

- Sint & Paul pakken uit!

televisieprogramma - RTL 4

Paul de Leeuw, Hans Kesting, Bram van der Vlugt, Anny Schilder

## 2019
- Sinterklaasjournaal

- De Brief voor Sinterklaas

- Waar is het grote boek van Sinterklaas?

- Sint & Paul pakken uit!

## 2020
- Sinterklaasjournaal
- De Club van  Sinterklaas & Het Grote Pietenfeest